# Озкан Сюмер
Озкан Сюмер (тур. Özkan Sümer, 20 листопада 1940, Трабзон — 21 грудня 2020) — турецький футболіст, що грав на позиції захисника. По завершенні ігрової кар'єри — тренер.

## Ігрова кар'єра
У дорослому футболі дебютував виступами за команду «Трабзон Ідманокаджи», після чого грав за клуби «Кардемір Карабюкспор», «Акчаабат Себатспор». 
1967 року у Трабзоні був створений єдиний об'єднаний клуб «Трабзонспор», куди і перейшов Сюмер, відігравши за нього чотири роки.

## Кар'єра тренера
Закінчивши ігрову кар'єру Сюмер деякий час був інструктором у Турецькій федерації футболу. Пізніше він тренував молодіжні та аматорські команди «Трабзонспора», а у 1978 році був призначений головним тренером основної команди.
У сезонах 1978/79 та 1980/81 Сюмер став чемпіоном Туреччини з «Трабзонспором», завдяки чому зацікавив національну футбольну федерацію і 25 березня 1981 року став головним тренером збірної Туреччини. Протягом місяця Туреччина програла дві з двох ігор під його керівництвом, через що вже 15 квітня Озкан подав у відставку.
Того ж 1981 року Сюмер прийняв пропозицію попрацювати у клубі «Галатасарай», з яким у 1982 році став володарем Кубка та Суперкубка Туреччини. Залишив стамбульську команду 1983 року.
В подальшому Озкан знову працював з «Трабзонспором», очолюючи рідну команду в сезонах 1984/85, 1990/91 та 1997/98. В перерві між ними Сюмер працював з рядом інших невеликих турецьких клубів.
Останнім місцем тренерської роботи був клуб «Мобелласпор», головним тренером команди якого Озкан Сюмер був з 2000 по 2001 рік.
У 2001 році Сюмера обрали президентом Трабзонспору. На цій посаді він замінив Мехмета Алі Їлмаза. 5 вересня 2003 року, у перший тиждень сезону 2003/04, Шумер подав у відставку, протестуючи проти скасування покарання, яке спочатку було призначено «Фенербахче» після подій у матчі «Трабзонспор» — «Фенербахче».
З 22 липня 2006 року Сюмер обійняв посаду регіонального координатора в «Трабзонспорі». У 2007 році він створив жіночу футбольну команду «Трабзонспор», яка вже в сезоні 2008–09 стала чемпіоном Туреччини. Завдяки цьому «Трабзонспор» став першим та єдиним на той момент турецьким клубом, який був чемпіоном як чоловічої, так і жіночої Суперліги (2019 року цей досягнення повторив «Бешикташ»). Втім 2011 року через фінансові проблеми жіноча команда була розпущена.

## Титули і досягнення

### Як тренера
- Чемпіон Туреччини (2):

«Трабзонспор»: 1978–79, 1980–81
- Володар Кубка Туреччини (1):

«Галатасарай»: 1981–82
- Володар Суперкубка Туреччини (2):

«Трабзонспор»: 1979
«Галатасарай»: 1982